# الشام الدولية للإنتاج السينمائي والتلفزيوني
الشام الدولية للإنتاج السينمائي والتلفزيوني شركة سورية مقرها دمشق. يملكها باسم خدام ابن نائب الرئيس السوري السابق عبد الحليم خدام. كان مديرها العام الفنان أيمن زيدان والذي كان عضوا في مجلس الشعب والذي اشتهر بمسلسلاته التلفزيونية وأفلامه السينمائية وأعماله المسرحية تركها لفترة ثم عاد ليديرها عام 2004. قامت هذه الشركة بإنتاج مجموعة من المسلسلات التلفزيونية الرائدة. أعطت هذه الشركة الفرصة للعديد من المخرجين السوريين لكي يبدعوا ابتداء من نجدة إسماعيل أنزور وهشام شربتجي وباسل الخطيب وغيرهم ومن الفنانين فارس الحلو واندريه سكاف وأيمن رضا وباسم ياخور ومن الفنيين المونتير خالد دهني مدير الإضاءة هشام المالح المهندس ناصر الجليلي ومديرا الإنتاج جورج بشارة وصلاح طعمة 
أنجزت مفصلا تاريخيا هاما في مجال الإنتاج التلفزيوني ووضعت الدراما السورية في مرتبة متميزة. عند انشقاق نائب الرئيس السوري عبد الحليم خدام عن النظام السوري تم إصدار قرار الحجز في مجلس الشعب في جلسته التي عقدها في31 ديسمبر2005 وطالب بالحجز على أموال وممتلكات عبد الحليم خدام وزوجته وأولاده وأحفاده ذكورًا أو إناثا. من ضمنها شركة الشام الدولية مقرها العام الواقع في اتستراد المزة فيلات شرقية شارع الفارابي أموالها الأساسية من الشيخ صالح كامل صاحب شبكة راديو وتلفزيون العرب art ومدينة التصوير الواقعة في بلدة دروشا بريف دمشق وهي تعتبر أكبر استديوهات في سوريا على الإطلاق والمجهزة بأحدث المعدات الحديثة 
انتهت بإدارتها إلى المهندس سامر عياش مديرها السابق بإشراف وزارة المالية إلى ان آلت إدارتها إلى مديرة التلفزيون السابقة ديانا جبور في نهاية عام 2010 وضمت ممتلكات شركة الشام الدولية إلى قسم الإنتاج التلفزيوني التابع ل التلفزيون العربي السوري المؤسس حديثا.
تم تغيير شارات المسلسلات التي أنتجتها الشركة وإزالة اسم شركة الشام الأمر الذي أثار انزعاج أيمن زيدان خصوصا بعد تغيير شارة مسلسل بطل من هذا الزمان وأيضا حذف أسماء العشرات من الفنانين والفنيين الذين بذلوا جهودا جبارة في انجاز هذة الأعمال حتى أن الأمر وصل إلى عدم ذكر اسم المؤلف واعتبرها ثقافة محزنة الاستخفاف بجهود الآخرين.

## أعمالها

### في الإنتاج
| العمل             | نوعه           | العام |
| ----------------- | -------------- | ----- |
| كسر الخوطر        | مسلسل          | 2006  |
| أنا وأربع بنات    | مسلسل          | 2005  |
| زوج الست          | مسلسل          | 2005  |
| لغز الجريمة       | مسلسل          | 2003  |
| بنات اكريكوز      | مسلسل          | 2003  |
| عمر الخيام        | مسلسل          | 2002  |
| 2×2               | مسلسل          | 2001  |
| أنت عمري          | مسلسل          | 2001  |
| الرسالة الأخيرة   | فيلم           | 2000  |
| بطل من هذا الزمان | مسلسل          | 2000  |
| ليل المسافرين     | مسلسل          | 2000  |
| فوازير كوابيس     | فوازير         | 2000  |
| البحث عن هوية     | سهرة تلفزيونية | 2000  |
| جواد الليل        | مسلسل          | 1999  |
| المجهول           | مسلسل          | 1999  |
| الأرشيف           | سهرة تلفزيونية | 1998  |
| عيلة 8 نجوم       | مسلسل          | 1998  |
| إخوة التراب ج2    | مسلسل          | 1998  |
| فوازير مين.. وين  | فوازير         | 1998  |
| فوازير أبواب      | فوازير         | 1998  |
| تاج من شوك        | مسلسل          | 1998  |
| الطويبي           | مسلسل          | 1998  |
| يوميات جميل وهناء | مسلسل          | 1997  |
| فوازير شامية      | فوازير         | 1999  |
| هوى بحري          | مسلسل          | 1997  |
| عيلة سبع نجوم     | مسلسل          | 1997  |
| المهر الدامي      | مسلسل          | 1997  |
| صوت الفضاء الرنان | مسلسل          | 1996  |
| إخوة التراب ج1    | مسلسل          | 1996  |
| أيام الغضب        | مسلسل          | 1996  |
| الحصان            | سهرة تلفزيونية | 1996  |
| نهاية سعيدة       | سهرة تلفزيونية | 1996  |
| يوميات مدير عام   | مسلسل          | 1996  |
| عيلة ست نجوم      | مسلسل          | 1996  |
| مدير بالصدفة      | مسلسل          | 1996  |
| تل الرماد         | مسلسل          | 1996  |
| يوم بيوم          | مسلسل          | 1995  |
| أمهات             | مسلسل          | 1994  |
| نهاية رجل شجاع    | مسلسل          | 1994  |
| عيلة خمس نجوم     | مسلسل          | 1994  |
| الديك             | سهرة تلفزيونية | 1994  |
| اختفاء رجل        | مسلسل          | 1993  |

### في التوزيع
| العمل             | نوعه           | الشخصية |
| ----------------- | -------------- | ------- |
| أنا وأربع بنات    | مسلسل          | 2005    |
| زوج الست          | مسلسل          | 2005    |
| بنات اكريكوز      | مسلسل          | 2003    |
| ليل المسافرين     | مسلسل          | 2000    |
| بطل من هذا الزمان | مسلسل          | 2000    |
| عيلة 8 نجوم       | مسلسل          | 1998    |
| الطويبي           | مسلسل          | 1998    |
| نهاية سعيدة       | سهرة تلفزيونية | 1996    |
| يوميات مدير عام   | مسلسل          | 1996    |
| مدير بالصدفة      | مسلسل          | 1996    |
| عيلة خمس نجوم     | مسلسل          | 1994    |
| بائع الحليب       | رسوم متحركة    | 1993    |

في الدبلجة
| العمل                       | نوعه        |
| --------------------------- | ----------- |
| تان تان والسلاح الفتاك      | رسوم متحركة |
| تان تان وسر البحيرة الغامضة | رسوم متحركة |